# 하현수
하현수(1991년 5월 12일~)는 소주(Soju)라는 이름으로 활동하는 미국의 드래그 퀸이자 유튜버이다.